# Perotrochus
Perotrochus is een geslacht van weekdieren uit de klasse van de Gastropoda (slakken).

## Soorten
- Perotrochus africanus Tomlin, 1948
- Perotrochus allani Marwick, 1928 †
- Perotrochus amabilis (Bayer, 1963)
- Perotrochus anseeuwi Kanazawa & Goto, 1991
- Perotrochus atlanticus Rios & Matthews, 1968
- Perotrochus caledonicus Bouchet & Métivier, 1982
- Perotrochus charlestonensis Askew, 1987
- Perotrochus deforgesi Métivier, 1990
- Perotrochus lucaya Bayer, 1965
- Perotrochus marwicki C. A. Fleming, 1970 †
- Perotrochus maureri Harasewych & Askew, 1993
- Perotrochus metivieri Anseeuw & Goto, 1995
- Perotrochus oishii (Shikama, 1973)
- Perotrochus pseudogranulosus Anseeuw, Puillandre, Utge & Bouchet, 2015
- Perotrochus quoyanus (P. Fischer & Bernardi, 1856)
- Perotrochus tosatoi Anseeuw, Goto & Abdi, 2005
- Perotrochus vicdani Kosuge, 1980
- Perotrochus wareni Anseeuw, Puillandre, Utge & Bouchet, 2015